# Dəlilər (Saatlı)
Dəlilər è un comune dell'Azerbaigian situato nel distretto di Saatlı.